# Giacomo Maria Paci
Giacomo Maria Paci (Napoli, 22 ottobre 1798 – 11 luglio 1853) è stato un fisico italiano.

## Biografia
Giacomo Maria Crescenzo Raffaele Paci nacque a Napoli il 22 ottobre 1798. Dopo un corso di lettere, intraprese lo studio di matematica, fisica  e chimica e prestò assistenza come aiutante nel Gabinetto della Università napoletana (museo scientifico). Studiò anche mineralogia, zoologia e botanica laureandosi nel campo delle scienze fisico-matematiche. A soli 20 anni ricevette la cattedra di chimica e farmacia nel Real Liceo dell'Aquila. Nel 1819 concorse alla cattedra di storia naturale nel Regio Liceo di Salerno e diventò professore con il Real Decreto del 1 marzo 1820. Nel 1823, a causa delle sue condizioni di salute, si dimise dall'incarico. L'anno successivo  iniziò l'insegnamento privato della fisica a Roma. Iniziò a collezionare molte macchine attirando molti giovani studenti alle sue lezioni. Continuò le sue ricerche e avviò il "progetto di un nuovo fotometro". Fu socio corrispondente della Reale Accademia delle Scienze di Napoli, della Società di Scienze Fisiche e Chimiche di Parigi, dell'Accademia di Scienze mediche e naturali di Bruxelles. Ricevette molti diplomi accademici e scrisse diversi trattati scientifici.

## Il viaggio in Basilicata e laRelazione dei tremuoti di Basilicata del 1851
Nel 1815, un mese dopo il terremoto, intraprende un viaggio in Basilicata in cui parla in una delle sue opere chiamata “Relazione dei tremuoti di Basilicata del 1851.
L'opera si apre con una descrizione di geolocalizzazione della Basilicata. Nel secondo capitolo l'autore si sofferma sulla zona del Vulture e introduce il tema dei vulcani. Segue la descrizione della giornata del 14 agosto 1851, segnata da un forte terremoto con epicentro in Puglia. In questa giornata, molte persone persero la vita e altre rimasero ferite dalla distruzione di edifici causati dalla scossa. Giacomo Maria Paci inizia a descrivere la situazione post-terremoto dei vari paesi della Basilicata. Si incomincia con Atella e Rionero in Vulture che risultano essere disastrate con varie persone decedute. Poi continua con Barile, Ripacandida e Ginestra. La prima ha presentato una maggiore distruzione di edifici e un maggior valore di deceduti, le seconde non hanno avuto particolari danni. Si concentra in modo particolare sul paese di Melfi, un paese molto più grande dei precedenti, lui accosta le origini e la storia alla tragedia di quel giorno descrivendo da vicino quelle immagini con molti particolari. Nel quarto capitolo sono descritte le condizioni ambientali e meteorologica delle ore immediatamente precedenti il sisma. Nel quinto, l'autore fa richiama le conoscenze più moderne rispetto al periodo ottocentesco.
Un mese dopo il terremoto del 14 agosto 1851 che colpì la zona del melfitano in Basilicata, il re Ferdinando con la sua corte fece visita a tutti i paesini coinvolti nell’incidente. Arrivati l’11 settembre, percorsero la strada che conduceva da Nocera a Melfi, passando da Sant’Angelo. In quei giorni, pioveva a dirotto ma il re volle continuare le sue tappe per osservare le condizioni degli edifici. In quei giorni, sostò in una baracca della Sottindendenza a Melfi, un luogo non pensato per un re e per la sua corte ma l’unico edificio intero. Il re fece anche un giro per gli ospedali per conoscere i poveri cittadini rimasti feriti dalle scosse di terremoto. Dichiarò pubblicamente che la città di Melfi era del tutto rasa al suolo tanto che promise di non lasciarla fino a quando non vennero costruiti tutti gli edifici con delle riforme fece diminuire le pene ai carcerati che avevano prestato aiuto a tutti gli altri cittadini perché anche la prigione era del tutto distrutta. Oltre a quest’ultima riforma ne fece molte altre per contrastare diverse difficoltà, come ad esempio volle costruire istituti per bambini orfani, équipe di soccorso o di informatori, una squadra di ingegneri per ricostruire strade e strutture architettoniche e una squadra di ecclesiastici per arginare i problemi dal punto di vista religioso (chiese…). Venne stanziati anche dei fondi e distribuirono grano che servivano alle città danneggiate. Dopo che il re decise di ritornare a casa, Giacomo Maria Paci fece anche una gita a tappe, dove scrisse un’opera chiamata ‘Relazione dei tremuoti di Basilicata del 1851’, dove scrisse con esattezza i danni e le persone coinvolte in questa catastrofe.

## Opere
- Copiose giunte, e note alla Chimica del Professore Gaspare Brugatelli di Pacia, Napoli 1810
- Note, e giunte al gran dizionario di Agricoltura, Padova, rist. Napoli in 32 volumi dal 1827 al 1833
- Sul Bromo o Muridio-Memoria, Napoli 1830
- Sulla pretesa reazione della Inerzia, Napoli 1832
- Analisi chimica dell’acqua termo-minerale del Bagnuolo, Napoli 1832
- Note al Manuale Chimico-legale del Professor Barbieri di Livorno, Napoli 1838
- Elementi di fisica, Napoli 1842
- Saggio di Meteorologia, Napoli 1842
- Nomenclatura Chimica del Professor Purgotti di Perugia, Napoli 1844
- Saggio di Chimica del Professor Purgotti di Perugia